# Баскетбол на летней Универсиаде 1967
Баскетбольный турнир на летней Универсиаде 1967 проходил в городе Токио (Япония) с 28 августа по 3 сентября 1967 года. Соревнования проводились среди мужских и женских сборных команд.
Чемпионом Универсиады среди мужчин второй раз подряд стала сборная США. У женщин первенствовала сборная Южной Кореи.

## Медальный зачёт

### Общий зачёт
(Жирным выделено самое большое количество медалей в своей категории)
| Место | Страна      | Золото | Серебро | Бронза | Всего |
| ----- | ----------- | ------ | ------- | ------ | ----- |
| 1     | Южная Корея | 1      | 1       | 0      | 2     |
| 2     | США         | 1      | 0       | 0      | 1     |
| 3     | Япония      | 0      | 1       | 0      | 1     |
| 4—5   | Бразилия    | 0      | 0       | 1      | 1     |
| 4—5   | Франция     | 0      | 0       | 1      | 1     |

### Мужчины
| Место | Страна      | Золото | Серебро | Бронза | Всего |
| ----- | ----------- | ------ | ------- | ------ | ----- |
| 1     | США         | 1      | 0       | 0      | 1     |
| 2     | Южная Корея | 0      | 1       | 0      | 1     |
| 3     | Бразилия    | 0      | 0       | 1      | 1     |

### Женщины
| Место | Страна      | Золото | Серебро | Бронза | Всего |
| ----- | ----------- | ------ | ------- | ------ | ----- |
| 1     | Южная Корея | 1      | 0       | 0      | 1     |
| 2     | Япония      | 0      | 1       | 0      | 1     |
| 3     | Франция     | 0      | 0       | 1      | 1     |

## Финальное положение мужских сборных команд
| место | сборные     |
| ----- | ----------- |
| 1     | США         |
| 2     | Южная Корея |
| 3     | Бразилия    |
| 4     | Япония      |
| 5     | Филиппины   |
| 6     | Бельгия     |
| 7     | Таиланд     |
| 8     | Гонконг     |

## Составы
| Команда | Золото | Серебро          | Бронза   |
| Мужчины | США · Бутч Бирд · Расс Критчфилд · Сонни Дав · Мэл Грэм · Ларри Миллер · Рич Ниманн · Крэйг Рэймонд · Майк Силлимэн · Стив Силлимэн · Флойд Зеед · Аэс Анселд · Джо Джо Уайт · Тренер — Джон Бенингтон | Республика Корея | Бразилия |
| Женщины | Республика Корея · | Япония           | Франция  |

## Источник
- Результаты мужского баскетбольного турнира летней Универсиады 1967 на сайте sports123.com (англ.)
- Результаты женского баскетбольного турнира летней Универсиады 1967 на сайте sports123.com (англ.)